# این اشکالی نداره؟
«این اشکالی نداره؟» (به انگلیسی: Is That Alright?) ترانه‌ای از فیلم ۲۰۱۸ ستاره‌ای متولد شده‌است و آلبومی موسیقی متن به همین نام است که توسط لیدی گاگا اجرا شده‌است. این ترانه در ۵ اکتبر ۲۰۱۸ منتشر شد.